# Flysta
Flysta är en stadsdel i den södra delen av Järva stadsdelsområde i Västerort inom Stockholms kommun. Flysta är i huvudsak bebyggt med villor men utmed Spångavägen finns också ett antal hyreshus. 

## Namnet Flysta
Bonden Gunnar ”in flyastum” finns enligt Ortnamnsregistret omtalad redan från 1375.[källa behövs] I ”Spånga sockens historia” (A&W, 1966) skriver man om detta: ”Förleden i orden kan vara en motsvarighet till det fornsvenska namnet Fly. Det är också möjligt att fly, gungfly, sumpmark kan ingå i ordet.” Ännu långt in på 1950-talet svämmade bäcken i gränsen mot Beckomberga över efter snörika vintrar.
I samma register noteras dock att förleden tidvis varit ”Fli”, som i Joniss i Fliistom (1418) och Erich i Flistade (1492).

## Historia
På Flystaberget finns ett röse, troligen från bronsåldern. Vid Skogslöparvägen har flera gravfält från vikingatiden bevarats. Ytterligare fornminnen har funnits men blivit raserade. Annars synes brons- och järnålderns boplatser i huvudsak ha legat nästgårds i Nälsta.
På den äldsta kända kartan från 1636 är en gårdsbyggnad markerad söder om Flystaberget. Här skulle sedermera byn Stora Flysta växa fram, i kvarteret Gården mellan nuvarande Byvägen och Spångavägen. Vid storskiftet 1794 bestod byn av fyra gårdar. På deras ägor låg också torpen Bontesta, Täbylund, Johannelund och Lilla Flysta. Drygt hundra år senare var hus och mark uppköpta för att exploateras.
1905 började styckningen till villatomter, och 1915 bildades i Flysta ett municipalsamhälle. 

### Administrativ historik
Flysta var en ort i Spånga socken där Spånga landskommun inrättades vid kommunreformen 1862. I landskommunen inrättades 10 december 1915 Flysta municipalsamhälle. Detta uppgick 1949 med landskommunen och socknen i Stockholms stad som 1971 ombildades till Stockholms kommun. 

## Demografi
Den 31 december 2021 hade stadsdelen 2 294 invånare, varav 21,49 procent hade utländsk bakgrund.

## Busstrafik i Flysta
SL:s busslinje 117 går genom Flysta på sin väg mellan Brommaplan och Spånga station.